# Tetrapedia atripes
Tetrapedia atripes är en biart som beskrevs av Smith 1854. Tetrapedia atripes ingår i släktet Tetrapedia och familjen långtungebin. Inga underarter finns listade i Catalogue of Life.